# Jan Krajenbrink
Jan Gerrit Henry (Jan) Krajenbrink (Oostwold, 16 juli 1941 – Leiden, 29 juni 2020) was een Nederlands politicus van de ARP en later het het CDA.

## Loopbaan
Krajenbrink studeerde in 1965 af in de rechten aan de Rijksuniversiteit Groningen en was daarna adjunct-inspecteur bij de Dienst der Domeinen. Drie jaar later werd hij beleidsmedewerker bij de Dr. Abraham Kuyperstichting, het wetenschappelijk bureau van de ARP. Samen met Piet Steenkamp (KVP) was hij actief betrokken bij het moeizame samengaan van de ARP, KVP en CHU in het CDA. Vanaf 1973 was hij algemeen secretaris van het 'federatieve CDA' totdat die drie partijen in oktober 1980 formeel fuseerden tot het CDA. Daarnaast was hij van 1975 tot 1980 gemeenteraadslid in Bleiswijk. Krajenbrink was van 1981 tot 1994 Tweede Kamerlid voor het CDA en aansluitend tot 2002 burgemeester van Woudenberg.
Zijn broer Hans Krajenbrink was burgemeester van Ulrum en Enkhuizen.
- Gemeinsame Normdatei: 142375454
- International Standard Name Identifier: 0000 0000 9657 6522
- Nederlandse Thesaurus van Auteursnamen: 07506085X
- Parlement.com: vg09llmqf9i5
- Virtual International Authority File: 142667077
- WorldCat: E39PBJycKjqtPWHFTX9B8WPbBP